# Пери (Мисури)
Пери (енгл. Perry) град је у америчкој савезној држави Мисури.

## Демографија
По попису из 2010. године број становника је 693, што је 27 (4,1%) становника више него 2000. године.
| Група             | 2000.       | 2010.       |
| Белци             | 652 (97,9%) | 661 (95,4%) |
| Афроамериканци    | 4 (0,6%)    | 0 (0,0%)    |
| Азијати           | 1 (0,2%)    | 0 (0,0%)    |
| Хиспаноамериканци | 5 (0,8%)    | 24 (3,5%)   |
| Укупно            | 666         | 693         |